# Impaya
Impaya era una ciutat del regne de Kuwaliya (Mira-Kuwaliya).
Cap a l'any 1320 aC Arzawa va atacar el regne de Kuwaliya (la part del regne de Mira). Kuwaliya es trobava en mans de Mashwiluwa, cunyat de Mursilis II en guerra contra Arzawa i el primer atac va caure sobre la ciutat d'Impaya. Mashwiluya va rebutjar els atacants, però no els va derrotar, i el rei d'Arzawa va atacar llavors Hapanuwa, la capital.
Va ser incorporada als dominis directes hitites en temps de Mursilis III.